# Kerk van Blesdijke
De kerk van Blesdijke is een kerkgebouw in Blesdijke, gemeente Weststellingwerf, in de Nederlandse provincie Friesland.

## Beschrijving
De hervormde kerk werd in 1843 gebouwd ter vervanging van een in 1836 ingestorte middeleeuwse kerk. De driezijdig gesloten zaalkerk heeft een houten geveltoren met neogotische details. De kerk heeft sinds 2002 geen kerkfunctie meer, maar wordt gebruikt voor socialen en culturele activiteiten.

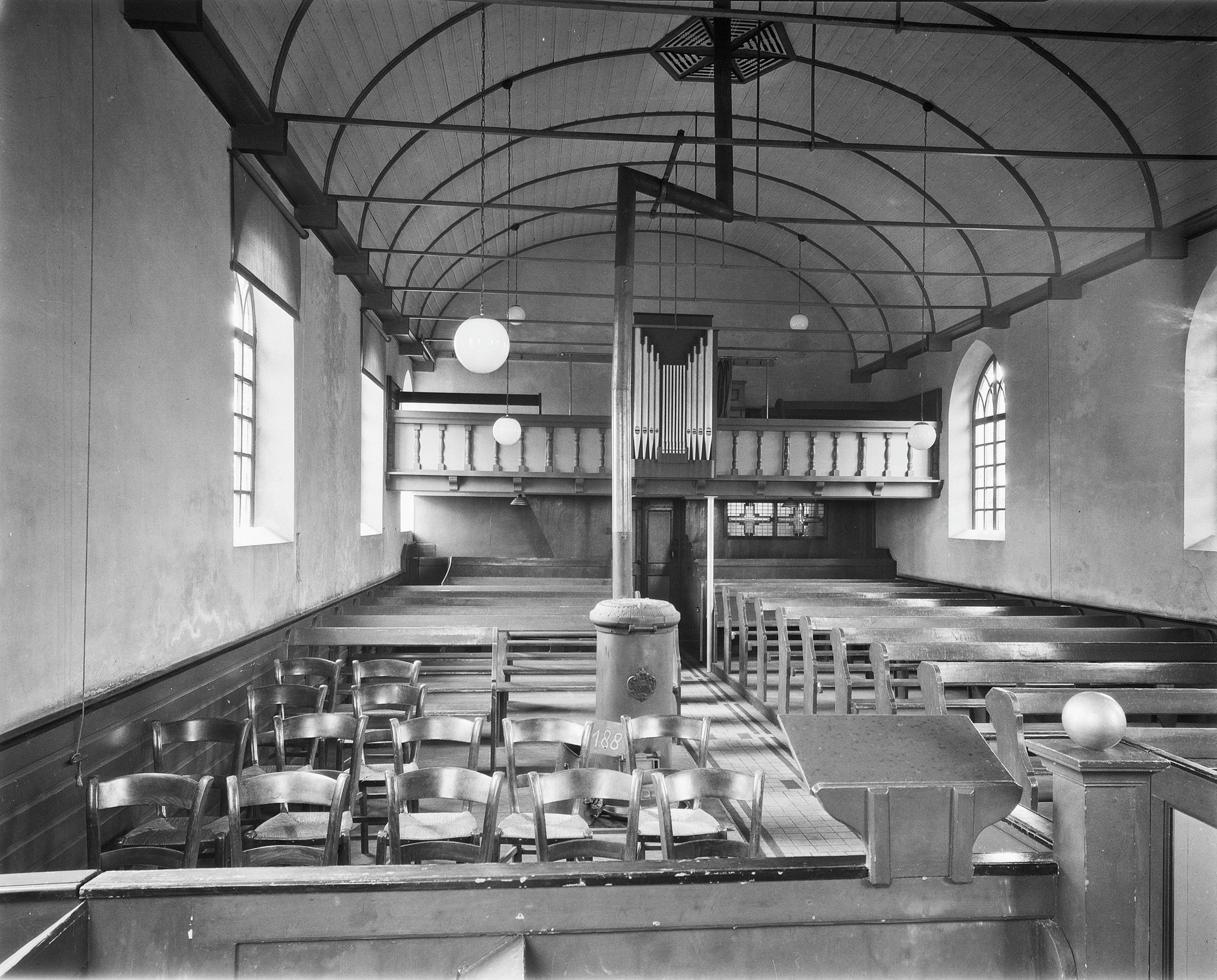
Interieur met orgel
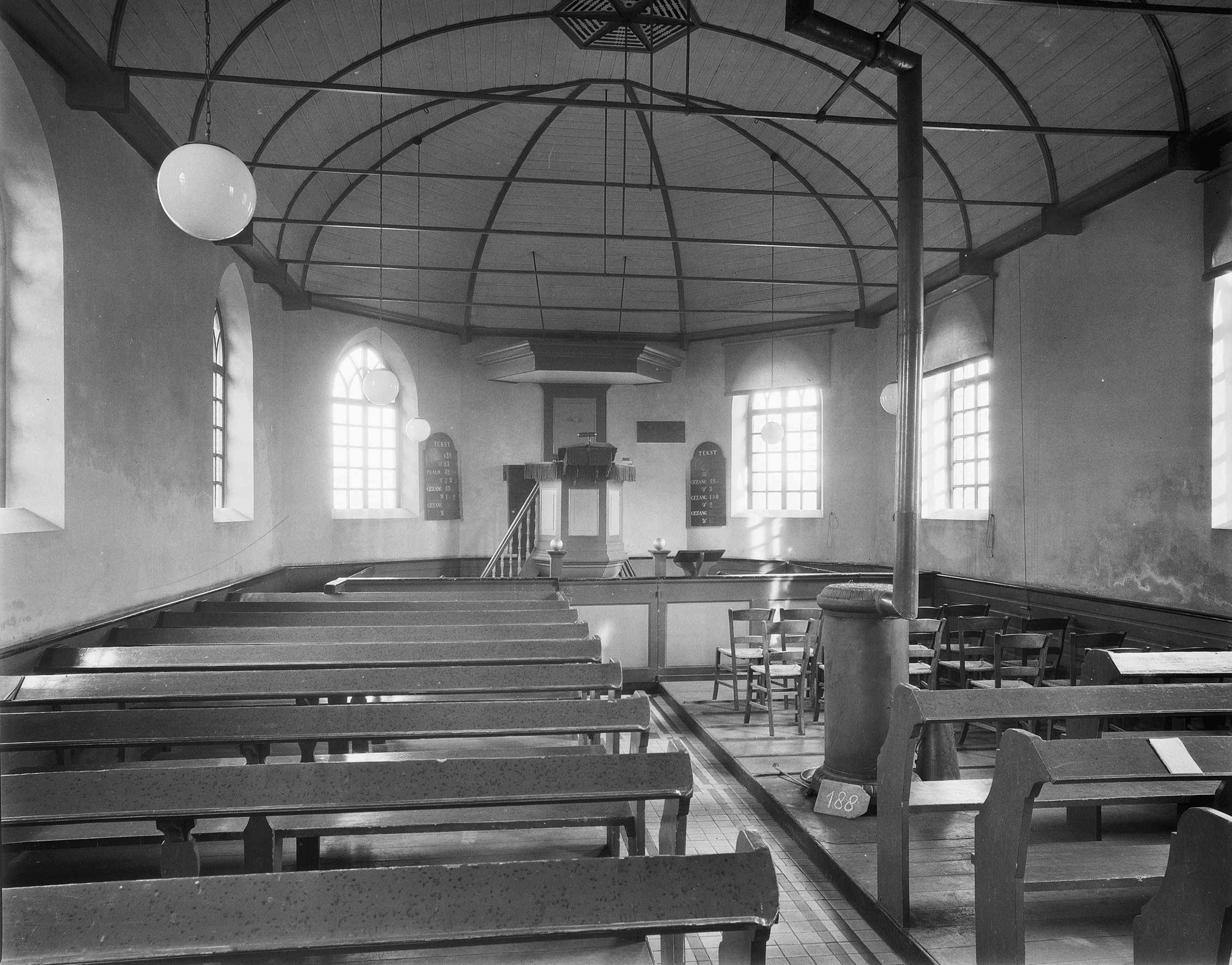
Interieur met preekstoel
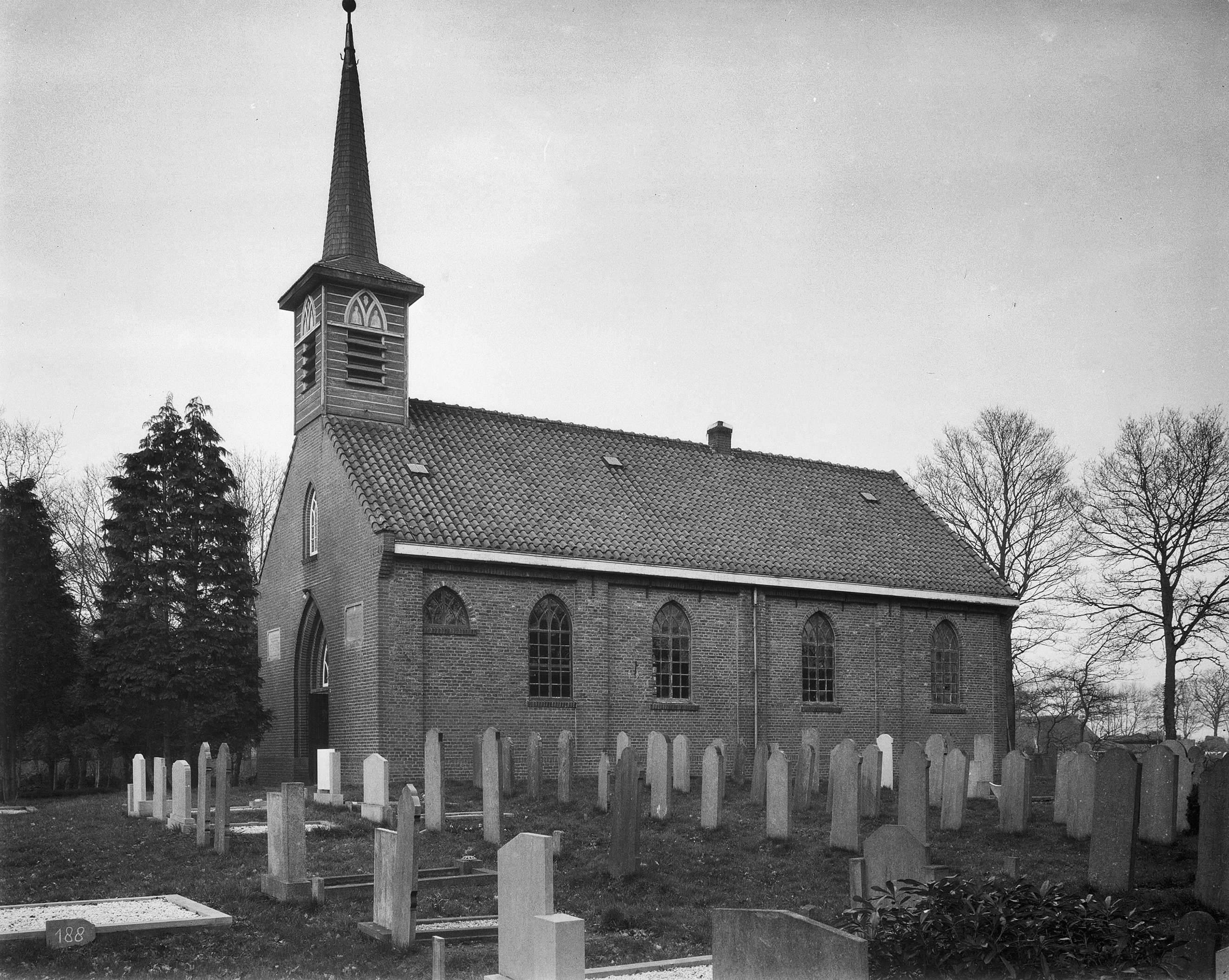
Kerk in 1959